# Tatocnemis micromalgassica
Tatocnemis micromalgassica là loài chuồn chuồn trong họ Megapodagrionidae. Loài này được Aguesse mô tả khoa học đầu tiên năm 1968.